# Estación Cuenca
Cuenca es una estación ferroviaria ubicada en la ciudad de Tres Algarrobos, Partido de Carlos Tejedor, Provincia de Buenos Aires, Argentina.

## Ubicación
La estación se encuentra en a 427,2 km de la Estación Once.

## Servicios
No presta servicios de pasajeros. Sus vías están concesionadas a la empresa de cargas Ferroexpreso Pampeano, sin embargo las vías que pasan por la estación se encuentran inactivas y en estado de abandono.